# Эзе, Джой (2004)
Джой Эзе (англ. Joy Eze; род. 31 мая 2004) — британская легкоатлетка, специалистка по бегу на короткие дистанции. Выступает на профессиональном уровне с 2018 года, двукратная чемпионка Европы среди юниорок, обладательница юниорского национального рекорда в эстафете 4×100 метров, призёрка ряда крупных региональных стартов.

## Биография
Джой Эзе родилась 31 мая 2004 года. Уроженка Ньюкасла, графство Тайн-энд-Уир, занималась лёгкой атлетикой в Гейтсхеде — проходила подготовку в местном клубе Gateshead Harriers. Окончила старшую школу St Mary’s Catholic School, после чего поступила в Ньюкаслский университет, где учится на фармацевта.
Начиная с 2018 года успешно выступала на различных школьных соревнованиях национального уровня в спринтерских дисциплинах.
Первого серьёзного успеха на международном уровне добилась в сезоне 2021 года, когда вошла в состав британской сборной и выступила на юниорском европейском первенстве в Таллине — в индивидуальном беге на 100 метров стала бронзовой призёркой, уступив только ирландке Расидат Аделеке и сербке Иване Илич, тогда как в эстафете 4×100 метров вместе с соотечественницами одержала победу.
В 2022 году бежала 100 метров и эстафету 4×100 метров на юниорском мировом первенстве в Кали — в первом случае дошла до стадии полуфиналов, во втором смогла выйти в финал, установив при этом ныне действующий юниорский национальный рекорд Великобритании (43,78), но в решающем забеге британская команда сошла с дистанции, не показав никакого результата.
В 2023 году на юниорском европейском первенстве в Иерусалиме превзошла всех соперниц в 100-метровой дисциплине, в то время как в программе эстафеты 4×100 метров завоевала серебряную награду — в финале их обошла сборная Германии.